# Tängsjön
Tängsjön är en sjö i Vaggeryds kommun i Småland och ingår i Lagans huvudavrinningsområde. Sjön är 6 meter djup, har en yta på 0,395 kvadratkilometer och befinner sig 201 meter över havet. Vid provfiske har bland annat abborre, braxen, gers och gös fångats i sjön.

## Delavrinningsområde
Tängsjön ingår i det delavrinningsområde (637910-140585) som SMHI kallar för Utloppet av Sandsjön. Medelhöjden är 215 meter över havet och ytan är 21,08 kvadratkilometer. Räknas de 5 delavrinningsområdena uppströms in blir den ackumulerade arean 98,07 kvadratkilometer. Lagan som avvattnar avrinningsområdet har biflödesordning 2, vilket innebär att vattnet flödar genom totalt 2 vattendrag innan det når havet efter 213 kilometer. Delavrinningsområdet består mestadels av skog (57 %) och sankmarker (19 %). Avrinningsområdet har 2,04 kvadratkilometer vattenytor vilket ger det en sjöprocent på 9,6 %. Bebyggelsen i området täcker en yta av 0,36 kvadratkilometer eller 2 % av avrinningsområdet.

## Fisk
Vid provfiske har följande fisk fångats i sjön:
- Abborre
- Braxen
- Gärs
- Gös
- Mört
- Sarv